# Благо из Луковита
Благо из Луковита (буг. Луковитско съкровище) јесте археолошки налаз предмета од сребра трачке културе.
Луковитско благо датира из 4. века ПХ. Радили су га различити мајстори. Највероватније је било закопан у земљу током инвазије Александра Великог на северозападне трачке земље.
Благо је октривено 1953. године у близини града Луковита, област Ловеч, северозападна Бугарска.
Састоји се од две групе предмета: тањира, апликација за коњске узде и посуда, 9 флаша, 3 бокала и здела.
Предмети су израђени од сребра, неки од њих су позлаћени како би се нагласили приказани мотиви и ставио нагласак на орнаментику. Флаше и здела су богато украшени орнаментима који приказују цветне облике, људске главе и друге уметничке елементе. Приказани су и различите животиње: лав, грифон, пас, јелен и друге.
На предметима су приказани коњаници, типичан мотив за трачку уметност. На две плоче налази се лав који скаче на јелена.
На другој плочи су приказана два коњаника који јуре лавове, који су већ сустигли и пали под копита коња. Ове сцене у трачкој уметности носе одређено друштвено значење. Они су повезани са величањем краљевске моћи. Владари и њихове чете су на све могуће начине шириле легенде о свом изузетном божанском пореклу, што је имало за сврху учвршћење своје моћи и веће послушности поданика.